# Thomas (Armenien)
Thomas (armenisch Թոմաս, mittelgriechisch Θωμάς; † nach 1170 wahrscheinlich in Antiochia) war von 1169 bis 1170 Regent für den kleinarmenischen Fürsten Ruben II.

## Leben
Thomas war ein Verwandter (möglicherweise der Schwiegervater) des Fürsten Thoros II., der 1169 zugunsten seines Sohnes Ruben abgedankt hatte und in ein Kloster eingetreten war. Weil Ruben noch ein kleines Kind war, wurde Thomas als Vormund und Regent eingesetzt. Jedoch meldete auch Thoros’ Bruder Mleh aus seinem Exil am Hofe des Zengiden-Emirs Nur ad-Din in Aleppo Ansprüche auf die Herrschaft über Kilikien an. Da es zwischen beiden Parteien zu keiner friedlichen Einigung kam, fiel Mleh 1170 mit einer türkischen Streitmacht in Kilikien ein. Thomas vertraute Ruben dem Katholikos Nerses IV. Schnorhali in Hromkla an und floh nach Antiochia. Sein Schützling wurde von Mlehs Häschern aufgespürt und umgebracht. 